# Konstanze von Aragón

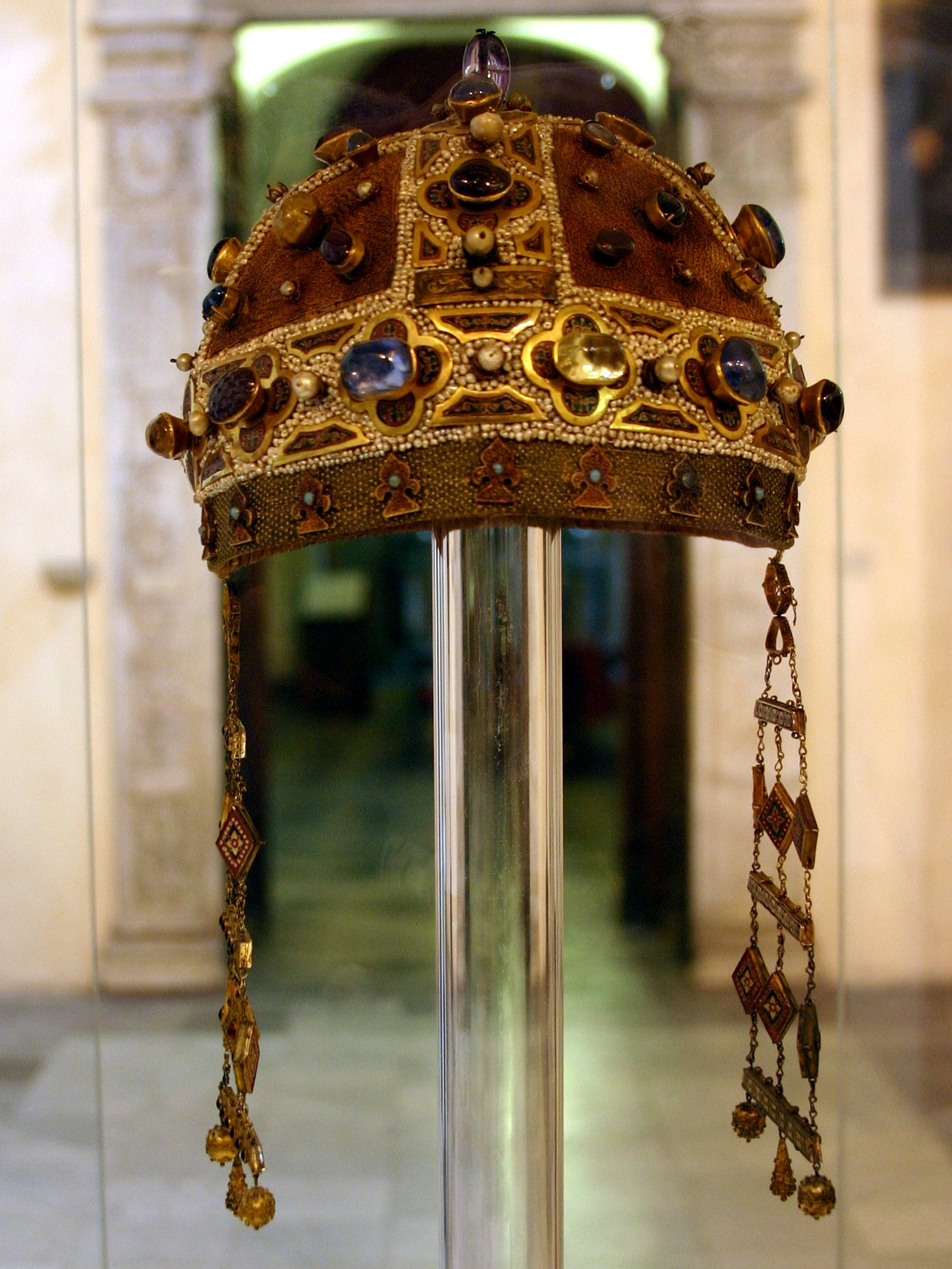
Kamelaukion der Konstanze von Aragón im Domschatz von Palermo

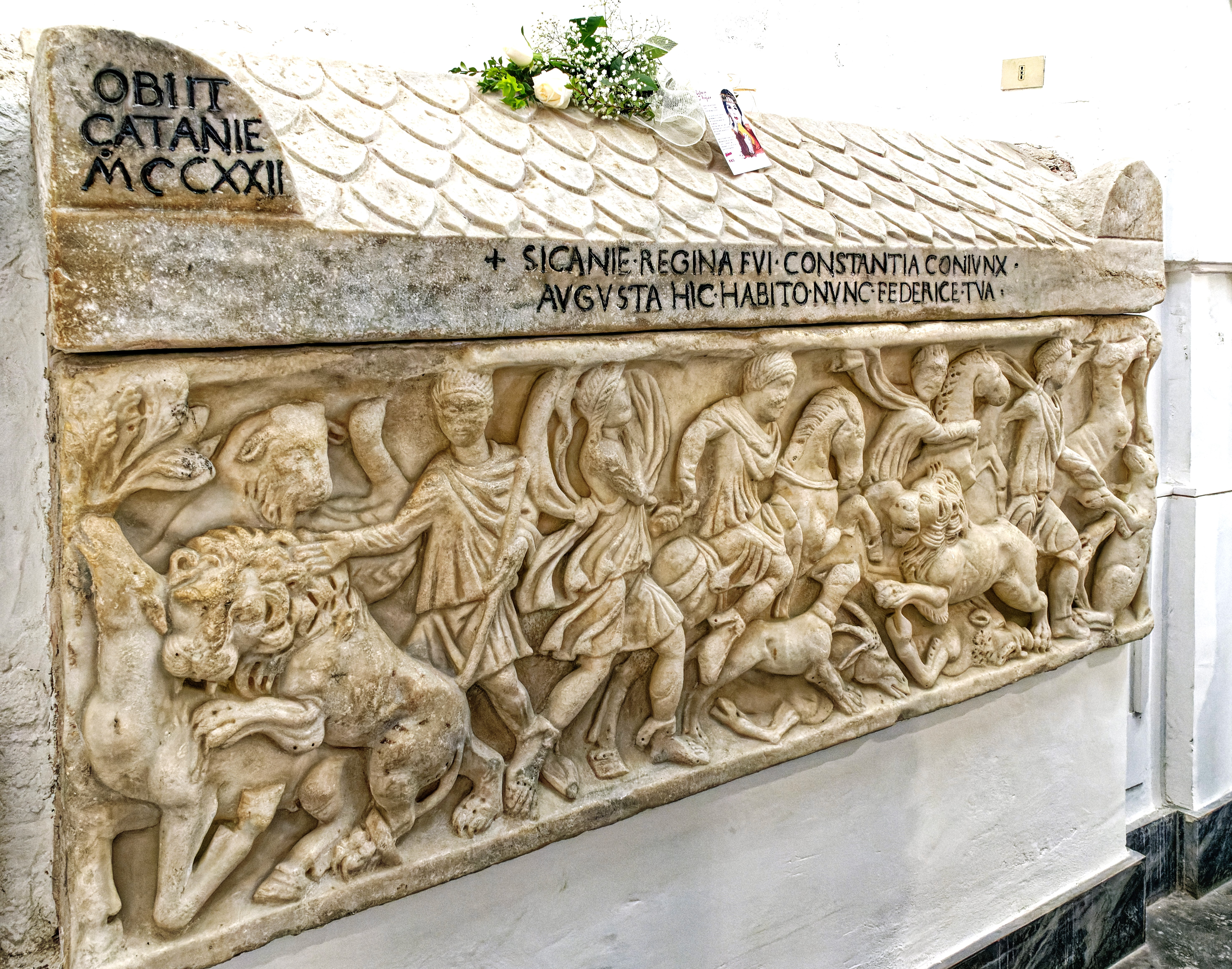
Römischer Sarkophag von Konstanze

Konstanze von Aragón (* um 1184; † 23. Juni 1222 in Catania) war in ihrer ersten Ehe Königin von Ungarn, in ihrer zweiten Ehe Königin von Sizilien sowie ab 1212 deutsche Königin; sie wurde zusammen mit ihrem Ehemann Friedrich II., dessen erste Ehefrau sie war, 1220 in Rom zur Kaiserin gekrönt.

## Leben
Sie war die älteste Tochter des Königs Alfons II. von Aragón, Graf von Barcelona, und der Sancha von Kastilien.
In erster Ehe heiratete sie um 1199, wohl auf Vermittlung von Papst Innozenz III., den König Emmerich von Ungarn. Aus dieser Ehe stammt der spätere ungarische König Ladislaus. Er wurde noch vor dem Tod seines Vaters 1204 zum König gekrönt, starb aber bereits 1205. Mutter und Sohn hatten beim österreichischen Herzog Leopold VI. Zuflucht gefunden.
Nachdem Konstanze 1204 Witwe geworden war, wurde Friedrichs Verlobung mit ihrer jüngeren Schwester Sancha noch Ende des Jahres gelöst. Der Ehevertrag zwischen Friedrich und Konstanze kam 1208 zustande, erneut durch Vermittlung durch Innozenz. Die Ehe mit Friedrich II. wurde dann am 5./15. Juli 1209 in Messina geschlossen, noch bevor er 1212 zum deutschen König gewählt wurde. Friedrich war bei der Heirat 15 Jahre alt, Konstanze 25. Der junge Herrscher hatte sich zunächst gegen die Ehe gesträubt, jedoch brachte Konstanze eine Streitmacht von 500 spanischen Rittern mit in die Ehe, die er zur Durchsetzung seines Herrschaftsanspruchs benötigte.
In den ersten vier Jahren von Friedrichs Aufenthalt in Deutschland, 1212 bis 1216, war Konstanze Regentin in Sizilien, bis sie ihrem Ehemann nach Deutschland folgte. Aus dieser zweiten Ehe entstammt ein Sohn, der später aufständische Heinrich (VII.) (* 1211; † Februar 1242).
Konstanze von Aragón wurde in der Kathedrale von Palermo in einem römischen Sarkophag bestattet, dessen Relief eine Löwenjagd zeigt. Die lateinische Inschrift über dem Relief lautet:

“Sicanie regina fui Constantia coniunx augusta hic habito nunc Federice tua.”

„Ich war Siziliens Königin, Konstanze, kaiserliche Gemahlin. Hier wohne ich nun, Friedrich, die Deine.“

Friedrich legte ihr seine Krone mit ins Grab. Er heiratete 1225 aus politischen Gründen Isabella von Brienne, die Königin von Jerusalem.